# Élivágar
Dans la mythologie nordique, Élivágar (flots tumultueux) est un nom collectif qui désigne les rivières présentes à l'origine du monde et dont la source est Hvergelmir.

## Hvergelmir
Hvergelmir se situe au centre de Niflheim, sous la troisième racine du frêne Yggdrasill. Elle abrite Nídhögg ainsi que de nombreux serpents. Le Grímnismál précise à son sujet que « C'est là que toute rivière a son origine ». En outre, des gouttes ruissellent en telle quantité des bois du cerf Eikthyrnir, qui vit sur le frêne, qu'en se déversant dans la source, elles en alimentent le flux.

## Élivágar
Les fleuves qui s'écoulent d'Hvergelmir sont à l'origine du monde, dans la mythologie nordique. Ils jouent un rôle dans l'apparition des Jötunn qui est décrit dans le Vafþrúðnismál :

« Des Élivágar
rejaillirent des gouttes de venin,
Crûrent jusqu'à ce qu'il en sorte un géant ;
Là, nos races
Remontent toutes,
Aussi sont-elles toutes féroces. »

De leur flot glacé émanent des effluves empoisonnés, qui deviennent givre dans l'abîme Ginnungagap. Le Grímnismál donne le nom d'un grand nombre des fleuves de l'Élivágar :
|  | |  | |  | |
|  | 27. |  | 28. |  | 29. |
|  | Síð et Víð, Sækin et Eikin, Svöl et Gunnþró, Fjörm et Fimbulþul, Rín et Rennandi, Gipul et Göpul, Gömul et Geirvimul, Elles ceignent les domaines des dieux, Þyn et Vín, Þöll et Höll, Gráð et Gunnþorin. |  | L'une s'appelle Vína, L'autre, Vegsvinn, Une troisième Þjöðnuma, Nyt et Nöt, Nönn et Hrönn Slíð et Hríð, Sylgr et Ylgr, Víð et Ván, Vönd et Strönd, Gjöll et Leiptr, Elles coulent parmi les hommes, Et de là tombent dans Hel. |  | Körmt et Örmt, et les deux Kerlaug, Celles-là, Thórr doit y patauger Chaque jour Quand il va rendre jugement Sous le frêne Yggdrasill, Car le pont des Ases brûle tout entier, Les Eaux sacrées bouillonnent. |

Selon Eugen Mogk, il y aurait un parallèle entre l'Élivágar et la Voie lactée[réf. nécessaire]. Dans le Skáldskaparmál, il est dit que Thor traversa les fleuves à gué en portant Aurvandil sur son dos, qui perdit d'ailleurs un de ses orteils, gelé par le courant.

### Fleuves importants

#### Gjöll
Gjöll (probablement de gjallar, « résonner »,, ou alors « tumultueuse ») est le fleuve le plus proche des grilles de Hel. Un pont recouvert d'or étincelant, Gjallarbrú, le surplombe, qui sera franchi par Hermód allant chercher Baldr. En effet, le chemin des Enfers (Helveg) passe par ce pont, et pour cette raison, les morts l'emprunteront lors du Ragnarök.
Gjöll est également le nom du roc auquel le loup Fenrir est attaché jusqu'au Ragnarök.

#### Leipt
Leipt (« feu du ciel ») est également mentionnée dans la Helgakviða Hundingsbana II de l'Edda poétique. Sigrún y reproche à son frère Dag les serments hypocrites qu'il a pu prêter « sur le lumineux lac de Leiptr » envers Helgi Hundingsbane. Pour les scandinaves, jurer par le Leiptr valait pour les Grecs de prêter serment sur le Styx.

#### Slidr
Slidr (« l'effroyable », ou « périlleuse ») est une rivière se trouvant dans le domaine des géants :

« Voluspá, 36.
De l'est, un fleuve verse
Aux vallons venimeux
Épées et saxes :
Il s'appelle Slid. »

Hugo Gering établit un parallèle entre cette rivière et le Styx grec.[réf. nécessaire]

## Influence moderne
- Le nom de la source a été donné à un canal de Titan.

- C'est également le nom d'un groupe de métal allemand[18].

## Sources
- Edda de Snorri Sturluson ;
- Rudolf Simek, Dictionnaire de la mythologie germano-scandinave.
- Régis Boyer, L'Edda poétique, textes présentés et traduits par Régis Boyer, Fayard, coll. « L'Espace intérieur », 1992